# Samostan – Duhovni centar – Karmel sv. Ilije
Samostan – Duhovni centar – Karmel sv. Ilije muški je karmelićanski samostan i duhovni centar u Grabovici na Buškome jezeru.

## Povijest
Samostan i duhovni centar ustanovljeni su 20. srpnja 2006. godine sa dva glavna cilja: evangelizacijsko-duhovnim i kulturnim. U Karmelu sv. Ilije održavaju se duhovne vježbe u cilju duhovne obnove, te kulturni i znanstveni skupovi. U okviru samostana postoji i etnografska zbirka, gdje su između ostalog izloženi nakit i narodne nošnje iz raznih gradova Bosne i Hercegovine.

## Povezano
- Košljun
- Kuća susreta Tabor
- Pustinja Blaca
- Visovac

## Vanjske poveznice
Mrežna mjesta
- Karmel svetog Ilije na Buškome jezeru
- Facebook stranica Karmela sv. Ilije